# ダフネ・シパーズ
ダフネ・シパーズ（Dafne Schippers（オランダ語発音: [ˈdɑfnə ˈsxɪpərs]）、1992年6月15日 - ）は、オランダ・ユトレヒト出身の陸上競技選手。専門は七種競技と短距離走。シパーズは英語読みのカナ表記であり、本来の発音に近いダフネ・スキッパーズとも表記されることがある（本来の発音では最後のsは有声子音にはならない）。
9歳で陸上競技を始め、すぐに才能を発揮した。オランダの子ども向けの国内大会で様々な種目を経験し、長距離走以外は好みに合ったため、後に七種競技を選択することになる。特に短距離走が得意種目であった。

## 経歴
2010年の世界ジュニア陸上競技選手権大会と2011年のヨーロッパジュニア陸上競技選手権大会で金メダルを獲得した。また2013年のヨーロッパ23歳以下陸上競技選手権大会では100mで金メダル、走幅跳で銅メダルを獲得した。
2011年の世界選手権において、シパーズは200mのオランダ記録を更新した。また、4x100mRのオランダ記録も保持している。2013年の世界選手権では、七種競技で銅メダルを獲得した。このときの獲得ポイント6477点はオランダ記録となった。
2014年ヨーロッパ選手権では8月13日に100mで向かい風1.7mという悪条件の中11秒12で優勝、8月15日に200mで向かい風0.5mで22秒03でゴールし、オランダ新記録と当季世界最高記録をマークしての2冠を達成した。2016年リオデジャネイロオリンピックでは200mが本命と見られた一方、100mでも注目選手の1人に数えられ、5位に入賞した。

## 主な成績
| 年           | 大会                     | 開催地                      | 順位           | 種目         | 成績            |
| オランダ代表 | オランダ代表             | オランダ代表                | オランダ代表   | オランダ代表 | オランダ代表    |
| ------------ | ------------------------ | --------------------------- | -------------- | ------------ | --------------- |
| 2009         | ヨーロッパジュニア選手権 | セルビア ノヴィ・サド       | 4位            | 七種競技     | 5507点          |
| 2010         | 世界ジュニア選手権       | カナダ モンクトン           | 3位            | 4x100mR      | 44秒09（NJR）   |
| 2010         | 世界ジュニア選手権       | カナダ モンクトン           | 1位            | 七種競技     | 5967点          |
| 2011         | ヨーロッパ室内選手権     | フランス パリ               | 11位（準決勝） | 60m          | 7秒30           |
| 2011         | ヨーロッパジュニア選手権 | エストニア タリン           | 1位            | 七種競技     | 6153点          |
| 2011         | 世界選手権               | 韓国 大邱                   | 9位（準決勝）  | 200m         | 22秒92          |
| 2011         | 世界選手権               | 韓国 大邱                   | 9位（予選）    | 4x100mR      | 43秒44（NR）    |
| 2012         | 世界室内選手権           | トルコ イスタンブール       | 10位（準決勝） | 60m          | 7秒25           |
| 2012         | ヨーロッパ選手権         | フィンランド ヘルシンキ     | 5位            | 200m         | 23秒53          |
| 2012         | ヨーロッパ選手権         | フィンランド ヘルシンキ     | 2位            | 4x100mR      | 42秒80（NR）    |
| 2012         | オリンピック             | イギリス ロンドン           | 6位            | 4x100mR      | 42秒70          |
| 2012         | オリンピック             | イギリス ロンドン           | 12位           | 七種競技     | 6324点          |
| 2013         | ヨーロッパ室内選手権     | スウェーデン ヨーテボリ     | 4位            | 60m          | 7秒14           |
| 2013         | 世界選手権               | ロシア モスクワ             | 3位            | 七種競技     | 6477点 (NR)     |
| 2013         | 世界選手権               | ロシア モスクワ             | 4位(h)         | 4x100mR      | 43秒26          |
| 2014         | 世界室内選手権           | ポーランド ソポト           | 10位（準決勝） | 60m          | 7秒18           |
| 2014         | ヨーロッパ選手権         | スイス チューリッヒ         | 1位            | 100m         | 11秒12          |
| 2014         | ヨーロッパ選手権         | スイス チューリッヒ         | 1位            | 200m         | 22秒03 (NR, WL) |
| 2014         | ヨーロッパ選手権         | スイス チューリッヒ         | DNF            | 4x100mR      | -               |
| 2014         | IAAFコンチネンタルカップ | モロッコ マラケシュ         | 3位            | 100m         | 11秒26          |
| 2014         | IAAFコンチネンタルカップ | モロッコ マラケシュ         | 1位            | 200m         | 22秒28          |
| 2015         | ヨーロッパ室内選手権     | チェコ プラハ               | 1位            | 60m          | 7秒05           |
| 2015         | 世界選手権               | 中国 北京                   | 2位            | 100m         | 10秒81 (NR)     |
| 2015         | 世界選手権               | 中国 北京                   | 1位            | 200m         | 21秒63 (ER, WL) |
| 2015         | 世界選手権               | 中国 北京                   | DQ             | 4x100mR      | -               |
| 2016         | 世界室内選手権大会       | アメリカ合衆国 ポートランド | 2位            | 60m          | 7秒04           |
| 2016         | ヨーロッパ選手権         | オランダ アムステルダム     | 1位            | 100m         | 10秒90          |
| 2016         | ヨーロッパ選手権         | オランダ アムステルダム     | 1位            | 4x100mR      | 42秒04 (NR)     |
| 2016         | オリンピック             | ブラジル リオデジャネイロ   | 5位            | 100m         | 10秒90          |
| 2016         | オリンピック             | ブラジル リオデジャネイロ   | 2位            | 200m         | 21秒88          |
| 2016         | オリンピック             | ブラジル リオデジャネイロ   | 6位(h)         | 4x100mR      | 42秒88          |
| 2017         | IAAF世界リレー大会       | バハマ ナッソー             | 4位            | 4x100mR      | 43秒17          |
| 2017         | 世界選手権               | イギリス ロンドン           | 3位            | 100m         | 10秒96          |
| 2017         | 世界選手権               | イギリス ロンドン           | 1位            | 200m         | 22秒05          |
| 2017         | 世界選手権               | イギリス ロンドン           | 8位            | 4x100mR      | 43秒07          |
| 2018         | 世界室内選手権           | イギリス バーミンガム       | 5位            | 60m          | 7秒10           |
| 2018         | ヨーロッパ選手権         | ドイツ ベルリン             | 3位            | 100m         | 10秒99          |
| 2018         | ヨーロッパ選手権         | ドイツ ベルリン             | 2位            | 200m         | 22秒14          |
| 2018         | ヨーロッパ選手権         | ドイツ ベルリン             | 2位            | 4x100mR      | 42秒15          |
| 2018         | IAAFコンチネンタルカップ | チェコ オストラヴァ         | 4位            | 100m         | 11秒23          |
| 2018         | IAAFコンチネンタルカップ | チェコ オストラヴァ         | 2位            | 200m         | 22秒28          |

## 個人記録

### 屋外
- 100m – 10秒81（風速：-0.3m、2015年）
- 200m – 21秒63（風速：+0.2m、2015年）
- 800m – 2分08秒59（2014年）
- 100mH – 13秒13（風速：-1.2m、2014年）
- 走高跳 – 1m80（2012年）
- 走幅跳 – 6m78（風速：+0.0m、2014年）
- 砲丸投 – 14m66（2015年）
- やり投 – 42m82（2014年）
- 七種競技 – 6545点（2014年）
- 4x100mR – 42秒04（2016年）

### 室内
- 60m – 7秒00（2016年）
- 60mH – 8秒18（2012年）
- 走高跳 - 1m74（2009年）
- 砲丸投 – 13m91（2012年）
- 走幅跳 – 6m48（2015年）